# Jacinto Capella
Jacinto Capella y Feliú (Barcelona, 1880-Madrid, 5 de marzo de 1935) fue un escritor y dramaturgo español.

## Biografía
Fue hijo del también escritor Jacinto María Capella, con el que se ha confundido en ocasiones, atribuyendo al hijo obras que escribió el padre, y nieto del también escritor Francisco de Paula Capella y Sabadell. Se trasladó a vivir a Madrid en 1905, publicando a partir de entonces en castellano.
Escribió, sólo y en colaboración, numerosos libretos de zarzuela, revistas, vaudevilles y obras cómicas y de género chico, por ejemplo el juguete cómico asainetado El creso de Burgos. De otra especie son La verdad de Primo de Rivera: intimidades y anécdotas del dictador (1933) y el libro de viajes La ciudad tranquila (Guatemala): impresiones de un viaje a través del país de la eterna primavera (1916).
Falleció el 5 de marzo de 1935 por causa de una bronconeumonía.

## Obras

### En catalán
- Don Tranquil, comedia en un acto y en prosa (1898), estrenada en el Teatro Romea (compañía Teatre Català) de Barcelona el 23 de abril de 1898.[7]
- La planxadora, sainete en un acto (1900), estrenado en el Teatro Romea (compañía Teatre Català) de Barcelona el 12 de febrero de 1900.[8]
- El dinar de bodas (1904), sainete en un acto y en prosa, conjuntamente con Santiago Boy, estrenado en el Teatro Romea de Barcelona el 5 de febrero de 1904.[9]
- El restaurant d'en Badó, o, La sortija del carrer (1899), sainete en un acto estrenado en el Teatro Romea (compañía Teatre Català) de Barcelona el 28 de diciembre de 1898.[10]
- La gent del Ordre, comedia dramática en tres actos (1901), estrenada en el Teatro de las Novedades el 28 de enero de 1901.[11]
- Barcelona al dia (1904), zarzuela (capricho cómico-lírico) en un acto, música de Evelio Burrull, estrenado en el Teatro Novedades de Barcelona el 23 de septiembre de 1904.[12]
- Llibre del dolor, prosa.[13]

### Obras no originales traducidas al catalán
- Els allotjats, vaudeville en tres actos, obra original en francés, traducción de Jacinto Capella, estrenado el 11 de agosto de 1904 en el Teatro Novedades de Barcelona.[14]
- El carnet del diable, opereta fantástica de Ernest Blum y Paul Ferrier, música de Gaston Serpetter, obra original Le carnet du Diable (1895) en francés con traducción catalana de Jacinto Capella, estrenada en el Teatro Nuevo la noche del 13 de mayo de 1910.[15]

### En castellano
- Las Boletas, Parodia en un acto del vaudeville La boleta de alojamiento, con Álvaro Custodio y I. Soler, música de Rafael Calleja Gómez, estrenada en el Teatro Eslava de Madrid el 8 de febrero de 1905.
- Casa propia, comedia (juguete cómico) en tres actos y en prosa (1905), estrenada en el Teatro de la Princesa de Madrid el 26 de noviembre de 1905.[16]
- La gatita blanca, zarzuela (humorada lírica) en un actos (1905), conjuntamente con José Jackson Veyan, música de Amadeo Vives y Gerónimo Giménez, estrenada en el Teatro Cómico de Madrid el 23 de diciembre de 1905.[17]
- El recluta, zarzuela (juguete cómico-lírico) en un acto (1906), conjuntamente con José Jackson Veyan, música de Quinito Valverde y Tomás López Torregrosa, estrenada en el Teatro Eslava de Madrid el 23 de marzo de 1906.[18]
- La machaquito, zarzuela en un acto (1906), conjuntamente con Luis de Larra, música de Amadeo Vives y Gerónimo Giménez, estrenada en el Teatro Eslava de Madrid el 29 de mayo de 1906.[19]
- El guante amarillo, zarzuela (humorada lírica) en un actos (1906), conjuntamente con José Jackson Veyan, música de Amadeo Vives y Gerónimo Giménez, estrenada en el Teatro Cómico de Madrid el 5 de octubre de 1906.[20]
- La boleta de alojamiento, vaudeville en 3 actos (1906), traducción de Jacinto Capella y Antonio Palomero Dechado, música de Vicente Costa Nogueras.[21]
- El palacio de cristal, zarzuela en un acto (1907), conjuntamente con José Jackson Veyan, música de Tomás López Torregrosa, estrenada en el Gran Teatro de Madrid el 21 de enero de 1907.[22]
- La vida alegre, zarzuela (humorada lírica) en un acto (1907), conjuntamente con Manuel Fernández Palomero, música de Vicente Lleó Balbastre y Luis Foglietti, estrenada en el Teatro Cómico de Madrid el 5 de abril de 1907.[23]
- La gran noche, zarzuela (entremés lírico) en un acto (1907), conjuntamente con Joaquín González Pastor, música de Luis Foglietti, estrenada en el Teatro Eslava el 4 de diciembre de 1907.[24]
- Granito de sal, zarzuela (humorada lírica) en un acto (1908), conjuntamente con Joaquín González Pastor, música de Luis Foglietti, estrenada en el Teatro Romea de Madrid el 21 de febrero de 1908.[25]
- La boda roja, zarzuela dramática en un acto (1909), conjuntamente con Joaquín González Pastor, música de José María Carbonell, estrenada en el Teatro Novedades de Madrid el 10 de abril de 1908.[26]
- La mujer española, zarzuela en un acto (1908), conjuntamente con Joaquín González Pastor, música de Luis Foglietti, estrenada en el Teatro Romea de Madrid el 20 de mayo de 1908.[27]
- La brocha gorda, revista en un acto (1907), conjuntamente con Joaquín González Pastor, música de Rafael Calleja y Tomás López Torregrosa, estrenada en el Gran Teatro de Madrid el 24 de mayo de 1907.[28]
- El trust de las mujeres, zarzuela (humorada) en un acto (1908), conjuntamente con Ramón Asensio Mas, música de Gerónimo Giménez, estrenada en el Teatro Salón Regio de Madrid el 24 de octubre de 1908.[29]
- Ki-tha y Pohn, zarzuela (bufonada japonesa) en un acto (1908), conjuntamente con Joaquín González Pastor, música de Guillermo Cereceda y Rafael Calleja.[30]
- La eterna revista, zarzuela (humorada lírica) en un acto (1908), conjuntamente con Ramón Asensio Mas, música de Ruperto Chapí y Gerónimo Giménez, estrenada en el Teatro Eslava de Madrid el 18 de julio de 1908.[31]
- El Becerro de oro, vaudeville en un acto (1908), música de Álvarez del Castillo (seudónimo de Amadeo Vives).[32]
- Los dos rivales, zarzuela (humorada) en un acto (1908), conjuntamente con Ramón Asensio Mas, música del maestro Gerónimo Giménez, estrenada en el Teatro Martín de Madrid el 7 de noviembre de 1908.[33]
- El garrotín, zarzuela (humorada) en un acto (1908), conjuntamente con Ramón Asensio Mas, música de Luis Foglietti, estrenada en el Teatro Salón Regio de Madrid el 7 de noviembre de 1908.[34]
- Yo, gallardo y calavera..., zarzuela en un acto (1908), conjuntamente con Joaquín González Pastor, música de Rafael Calleja, estrenada en el Teatro Romea de Madrid el 28 de marzo de 1908.[35]
- La ciudad tranquila (Guatemala): impresiones de un viaje a través del país de la eterna primavera (1916).[5]
- Querubina, zarzuela en un acto (1926), música de Rafael Calleja Gómez.
- A divorciarse tocan, comedia (juguete cómico) en tres actos (1931), conjuntamente con José de Lucio, estrenado en el Teatro Cómico de Madrid el 10 de diciembre de 1931.[36]
- El niño de las coles, comedia (juguete cómico) en tres actos (1932), conjuntamente con José de Lucio, estrenado en San Sebastián el 2 de septiembre de 1932.[37]
- La verdad de Primo de Rivera: intimidades y anécdotas del dictador (1933).[4]
- El creso de Burgos, juguete asainetado en tres actos y en prosa (1933), conjuntamente con José de Lucio, estrenado en el Teatro de la Comedia de Madrid el27 de octubre de 1933.[38]
- ¡Caramba con la Marquesa!, comedia (juguete cómico) en tres actos (1934), conjuntamente con José de Lucio.[39]
- Fu-Chu-Ling, farsa cómica en tres actos (1935), conjuntamente con José de Lucio, estrenada en el Teatro Beatriz de Madrid el 11 de diciembre de 1934.[40]
- Cloti la corredora, melodrama en cinco actos (1935), conjuntamente con José de Lucio.[41]